# Міхал Дюріш
Міхал Дюріш (словац. Michal Ďuriš, нар. 1 червня 1988, Угерске Градіште) — словацький футболіст, нападник «Вікторії» (Пльзень) та національної збірної Словаччини.

## Клубна кар'єра
Народився 1 червня 1988 року в місті Угерске Градіште (нині — Чехія). Вихованець футбольної школи клубу «Дукла». Нападник дебютував у команді 9 листопада 2005 у матчі чемпіонату Словаччини проти клубу «Ружомберока», замінивши на 63-й хвилині зустрічі Радека Букача. Перший гол за «Дуклу» Дюріш забив 2 вересня 2007 року у ворота «Петржалки». У складі клубу нападаючий брав участь в кваліфікації ліги Європи 2010/11 (2 матчі, 1 гол). Всього форвард провів у команді 5 сезонів та забив 18 голів у 114 зіграних матчах.
У серпні 2010 року Міхал Дюріш перейшов в чеську «Вікторію» (Пльзень). Дебютував в Гамбрінус Лізі 28 серпня 2010 року в матчі проти «Чеське-Будейовіце». У матчі другого кола проти того ж таки «Чеське-Будейовіце» словацький форвард забив свій перший гол у чемпіонаті Чехії.
У складі «Вікторії» Дюріш в першому ж сезоні став чемпіоном Чехії і в сезоні 2011/12 брав участь у лізі чемпіонів. Нападник провів на груповому етапі турніру 6 матчів і 6 грудня 2011 року забив гол у ворота «Мілана» на останніх секундах матчу, допомігши команді здобути нічию 2:2/
У сезоні 2012/13 Дюріш з клубом вдруге виграв чемпіонат. Наразі встиг відіграти за пльзенську команду 81 матч в національному чемпіонаті.

## Виступи за збірні
2006 року дебютував у складі юнацької збірної Словаччини у відбірковому турнірі до чемпіонату Європи, взяв участь у 18 іграх на юнацькому рівні, відзначившись 7 забитими голами.
Протягом 2008–2010 років залучався до складу молодіжної збірної Словаччини. На молодіжному рівні зіграв у 9 офіційних матчах, забив 4 голи.
15 серпня 2012 року дебютував в офіційних іграх у складі національної збірної Словаччини в товариському матчі зі збірною Данії. Дюріш вийшов на заміну у другому таймі замість Владимира Вайсса-молодшого. Наразі провів у формі головної команди країни 11 матчів.

## Досягнення
- Чемпіон Чехії (3):

«Вікторія» (Пльзень): 2010-11, 2012-13, 2015-16
- Володар Суперкубка Чехії (2):

«Вікторія» (Пльзень): 2011, 2015
- Чемпіон Кіпру (1):

«Омонія»: 2020-21
- Володар Суперкубка Кіпру (1):

«Омонія»: 2021
- Володар Кубка Словаччини (1):

«Спартак» (Трнава): 2024-25